# Nervilia punctata
Nervilia punctata là một loài thực vật có hoa trong họ Lan. Loài này được (Blume) Makino mô tả khoa học đầu tiên năm 1902.